# Gabriel Suchet
Pour les articles homonymes, voir Suchet.
Gabriel Catherine Suchet est un militaire et homme politique français né le 6 novembre 1773 à Lyon (Lyonnais) et mort le 28 février 1835 à Paris (Seine).

## Biographie
Gabriel Catherine Suchet naît le 6 novembre 1773 à Lyon. Il est le fils de Jean-Pierre Suchet, négociant soyeux, et de Marie-Anne Jacquier. Il est le frère cadet du maréchal Suchet.
Gabriel Catherine Suchet entre dans l'armée sous la Révolution. Aide de camp de son frère, il est chef de bataillon en 1800 et quitte l'armée en 1804, pour entrer dans l'administration des droits réunis à Paris. Il est fait chevalier d'Empire par lettres patentes du 10 septembre 1808.
Il devient administrateur des tabacs de 1811 à 1815 et enfin maitre des requêtes au Conseil d’État. Il est député de l'Ardèche en 1815, pendant les Cent-Jours.
Il meurt le 28 février 1835 à Paris.

## Distinctions
- Chevalier de la Légion d'honneur (14 juin 1804)[4]

## Sources
- « Gabriel Suchet », dans Adolphe Robert et Gaston Cougny, Dictionnaire des parlementaires français, Edgar Bourloton, 1889-1891 [détail de l’édition]
- Albert Révérend, Armorial du Premier Empire : titres, majorats et armoiries concédés par Napoléon Ier, Volume 4, Paris, Bureau de "L'Annuaire de la noblesse", 1897, 420 p.